# BC Balkan
O Basketball Club Balkan (em búlgaro:  Баскетболен клуб „Балкан“), conhecido também apenas como Balkan Botevgrad, é um clube de basquetebol baseado em Botevgrad, Bulgária que atualmente disputa a NBL. Manda seus jogos na Arena Botevgrad com capacidade para 4.500 espectadores.

## Histórico de Temporadas
| Temporada | Nível | Liga | Pos.              | J                 | PL                | Resultado         | Copa da Bulgária  | Competições internacionais |
| --------- | ----- | ---- | ----------------- | ----------------- | ----------------- | ----------------- | ----------------- | -------------------------- |
| 2014-15   | 1     | NBL  | 2                 | 18-6              | 7-6               | Finalista         | Quartas de finais | -                          |
| 2015-16   | 1     | NBL  | 2                 | 21-6              | 5-3               | Finalista         | Semifinais        |                            |
| 2016-17   | 1     | NBL  | 5                 | 14-10             | 1-2               | Quartas de finais | Terceiro colocado |                            |
| 2017-18   | 1     | NBL  | 3                 | 19-5              | 6-4               | Finalista         | Semifinais        | 4 Copa Europeia 2Q         |
| 2018-19   | 1     | NBL  | 3                 | 16-8              | 8-3               | Campeão           | Quartas de finais | 4 Copa Europeia QF         |
| 2019-20   | 1     | NBL  | Pandemia COVID 19 | Pandemia COVID 19 | Pandemia COVID 19 | Pandemia COVID 19 | Finalista         | 4 Copa Europeia FG 2-4     |
| 2020-21   | 1     | NBL  | 3                 | 17-6              | 3-4               | Semifinais        | Semifinais        | 4 Copa Europeia FG 2-4     |
| 2021-22   | 1     | NBL  | 2                 | 21-6              | 8-3               | Campeão           |                   | R Liga Balcânica SF 5-4    |
| 2022-23   | 1     | NBL  | 2                 | 23-7              | 8-1               | Campeão           |                   | 4 Copa Europeia FG 3-3     |

fonte:eurobasket.com

## Títulos
Liga Búlgara
Campeões (7): 1974, 1987, 1988, 1989, 2019, 2022, 2023
Copa da Bulgária
Campeão (4):1970, 1986, 1987, 1988